# Raid Latécoère-Aéropostale

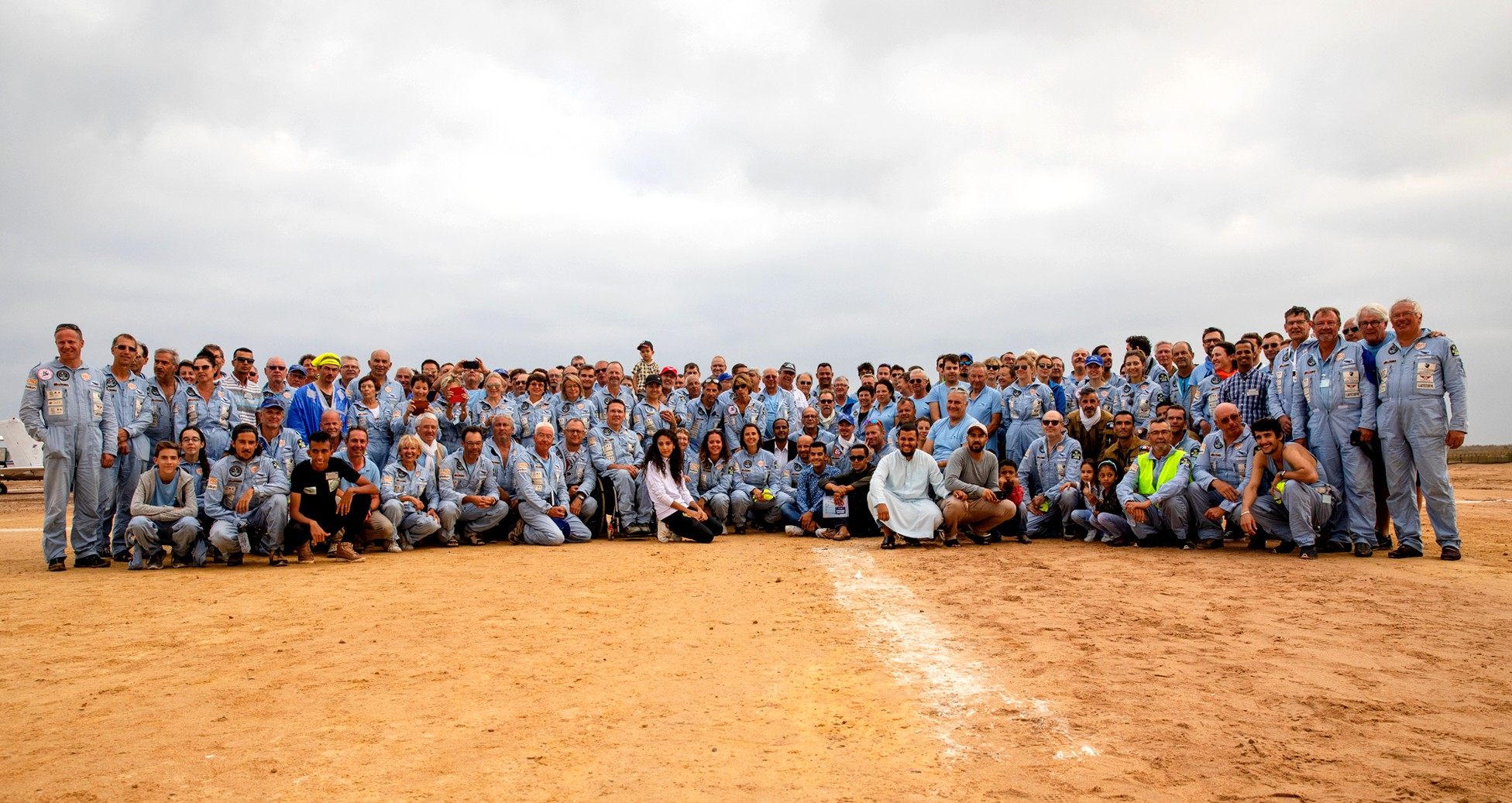
Pista de arena de Cap Juby (Tarfaya), donde Saint-Exupéry fue jefe de estación en 1927 y 1928

El Raid Latécoère-Aéropostale es un conjunto de viajes aéreos realizados cada año por entusiastas de la aviación  que recorre  las rutas históricas de las primeras aerolíneas creadas por Pierre-Georges Latécoère y luego la Compañía General Aeropostal para transportar correo.
Estos viajes tienen los siguientes objetivos:
- El mantenimiento de la memoria de las líneas Latécoère y la Compañía General Aeropostal
- El apoyo a proyectos culturales y solidarios en los países atravesados por los pioneros del correo aéreo.

## Resumen histórico

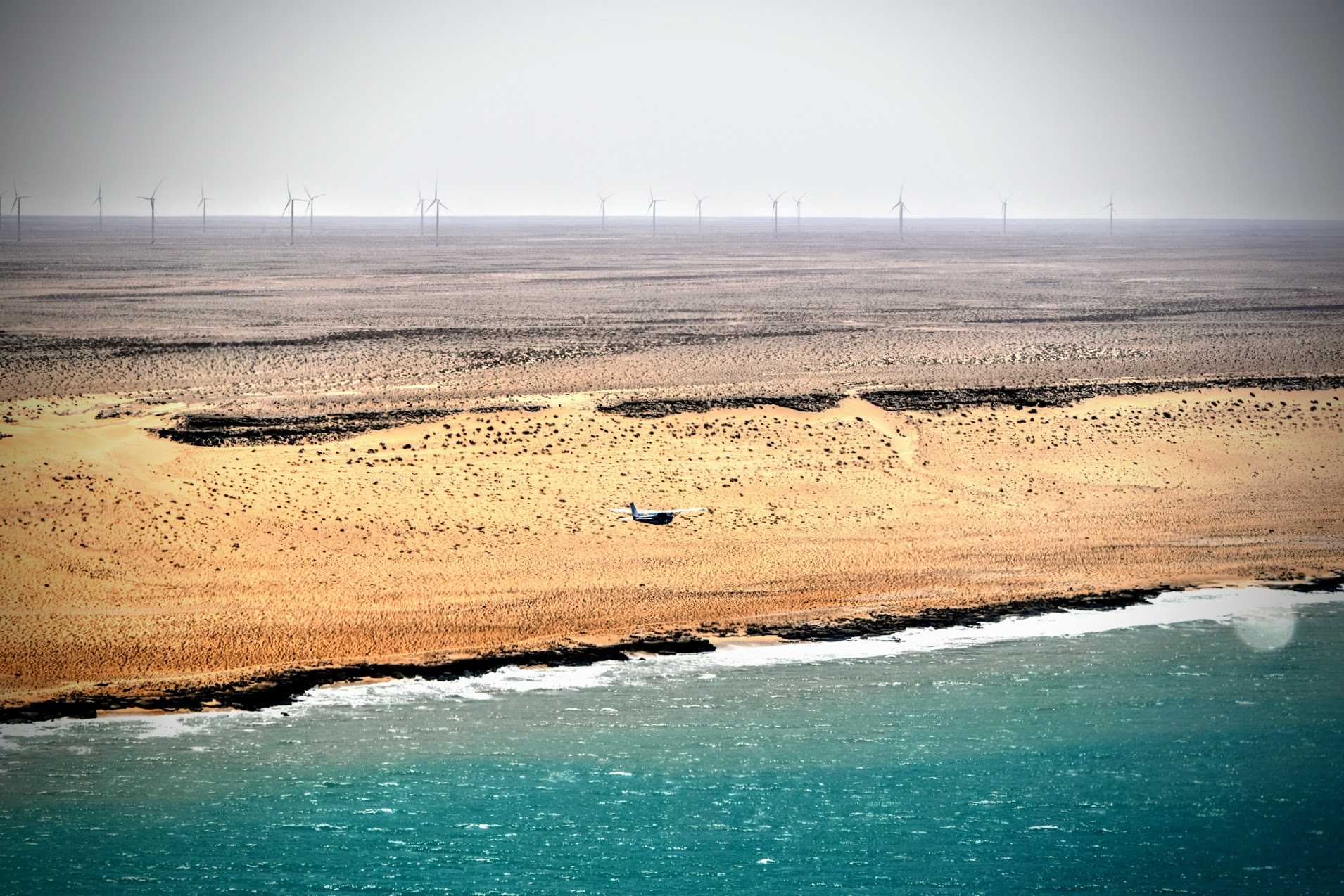
Vuelo sobre las costas del Sahara Occidental

En 2008, año en el que se fundó el proyecto bajo el lema “Raid Mémoire Latécoère”, cuatro aviones unieron Lézignan-Corbières con Ziguinchor en Casamance.

En 2010, quince tripulaciones se unieron al proyecto. La Fuerza Aérea de Senegal fue un socio del evento e iba a participar en las etapas de Senegal. Lamentablemente, el Raid fue interrumpido  en España porque uno de los aviones se estrelló contra una montaña en el valle de Baztan, resultando fallecidas tres personas.

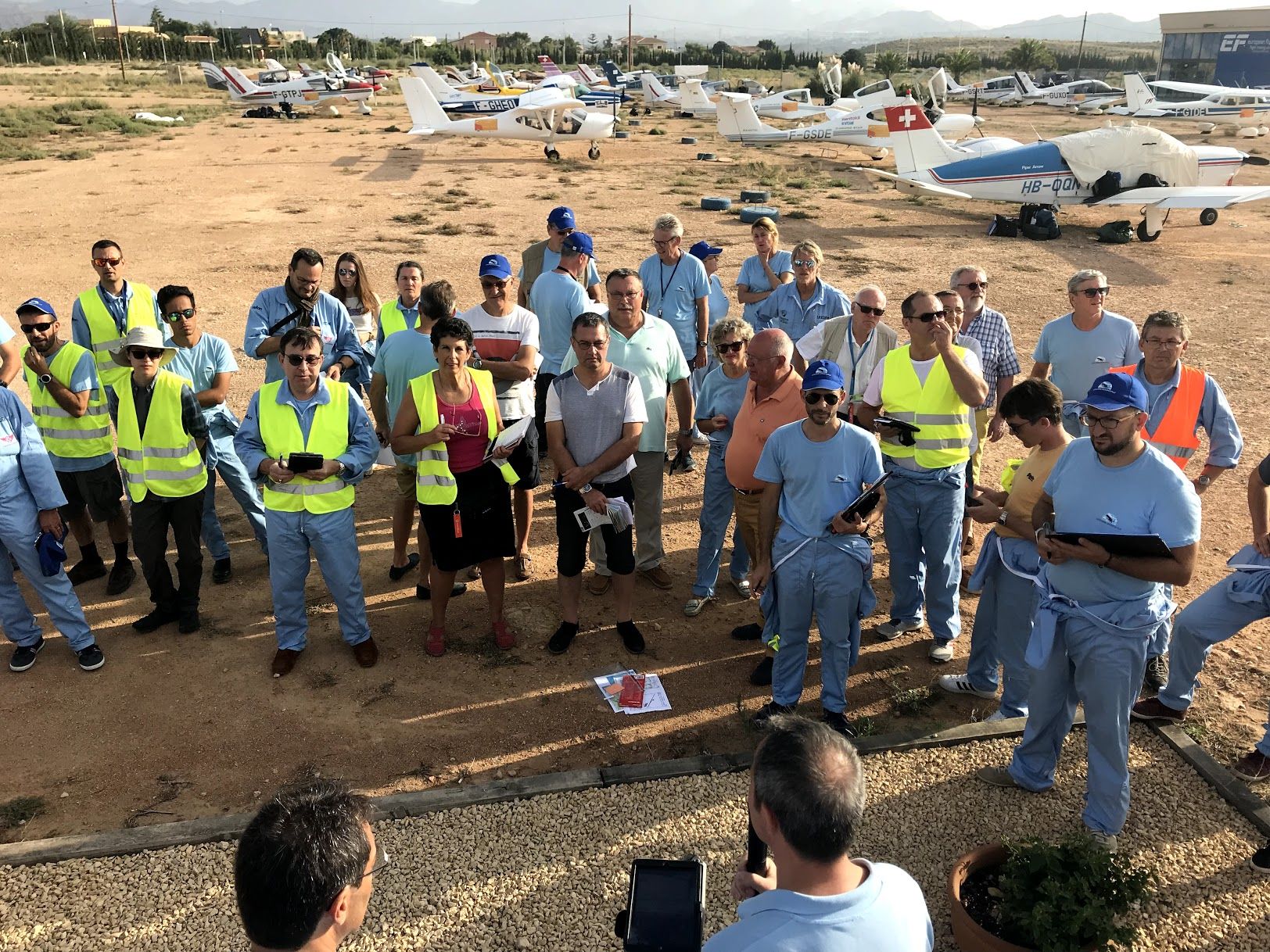
Reunión informativa de la tripulación

En 2013, el Raid Latécoère se vuela en América del Sur y a Madagascar. Esta presencia sobre las líneas de la Compañía general aéropostale amena una evolución del nombre, que resulta « Raid Latécoère-Aéropostale ». El raid se detiene también en Mauritania donde los aviones no habían parado los años precedentes por razones de seguridad.
2018 es el año del centenario de la creación de la Línea. En febrero, el Raid  se dirige a Senegal para una ceremonia en presencia del presidente de la República Francesa, Emmanuel Macron, con motivo del lanzamiento simbólico del concurso de literatura  sobre los 100 años de la Línea Latécoère-Aéropostale: “La aviación para unir a los jóvenes”. En septiembre, sesenta aviones despegaron en Toulouse, .siendo el evento ampliamente cubierto por los medios de comunicación. El Raid Latécoère-Aéropostale obtuvo el alto patrocinio de numerosos jefes de estado y de la delegación francesa ante la UNESCO. Dos tripulaciones de la Fuerza Aérea francés acompañaron a la caravana. Una tripulación formada por descendientes de Saint-Exupéry aterrizó en Tarfaya casi cien años después de Antoine de Saint-Exupéry.
En 2019, se produjo un accidente en España, en la región de Alicante, y dos pilotos fallecieron al estrellarse su avión.

## El proyecto aeronáutico

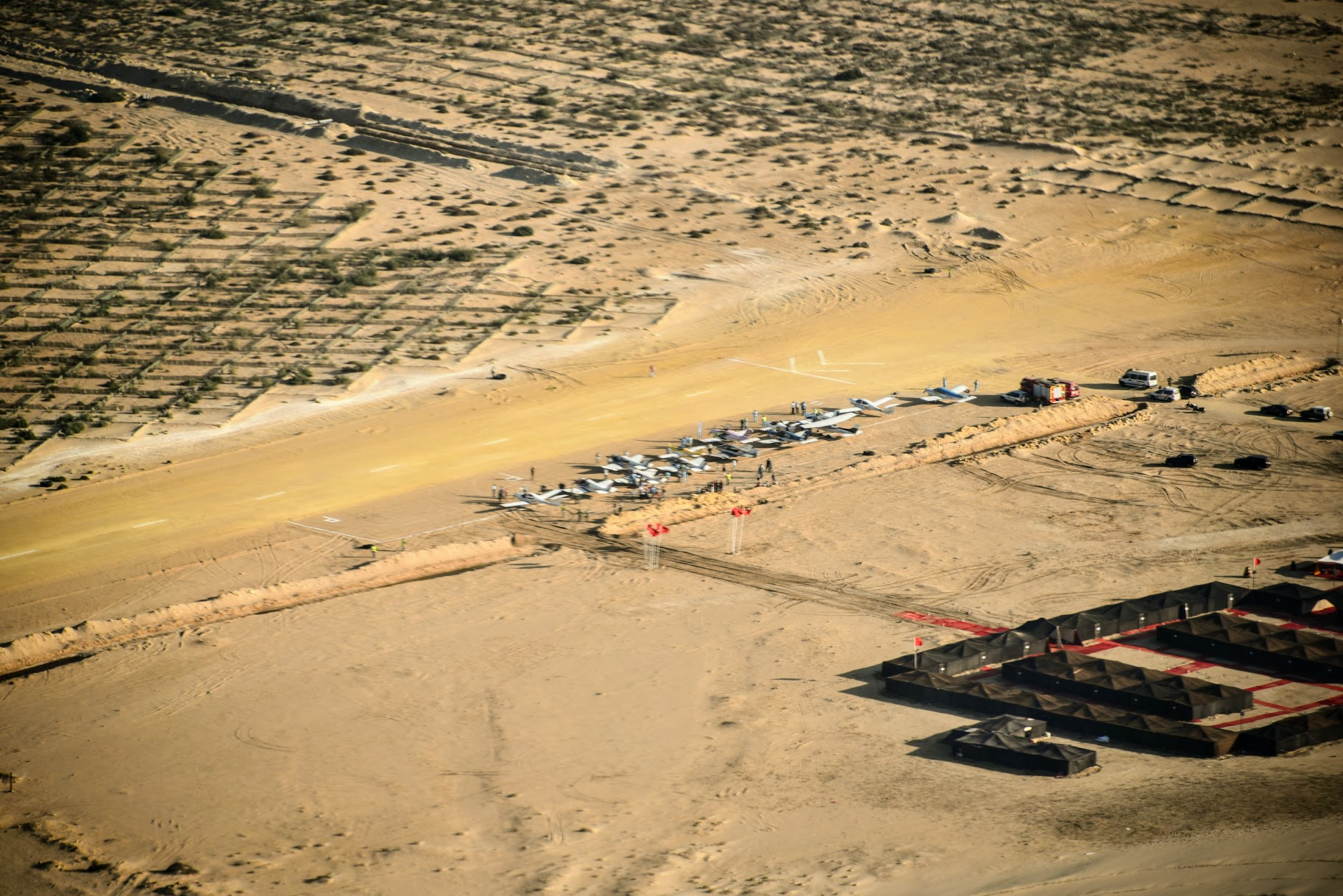
Pista Cap Juby (Tarfaya)

### Escales africanas
Entre Toulouse y Dakar, el Raid Latécoère-Aéropostale conmemora la historia de la primera parte de la línea, explorada y desarrollada por Pierre-Georges Latécoère entre 1918 y 1923, organizando dos viajes cada año:
- el Raid conocido como "Marruecos" en junio, entre Toulouse y Tarfaya
- el Raid llamado "África" en septiembre, entre Toulouse y Dakar

### Escalas sudamericanas

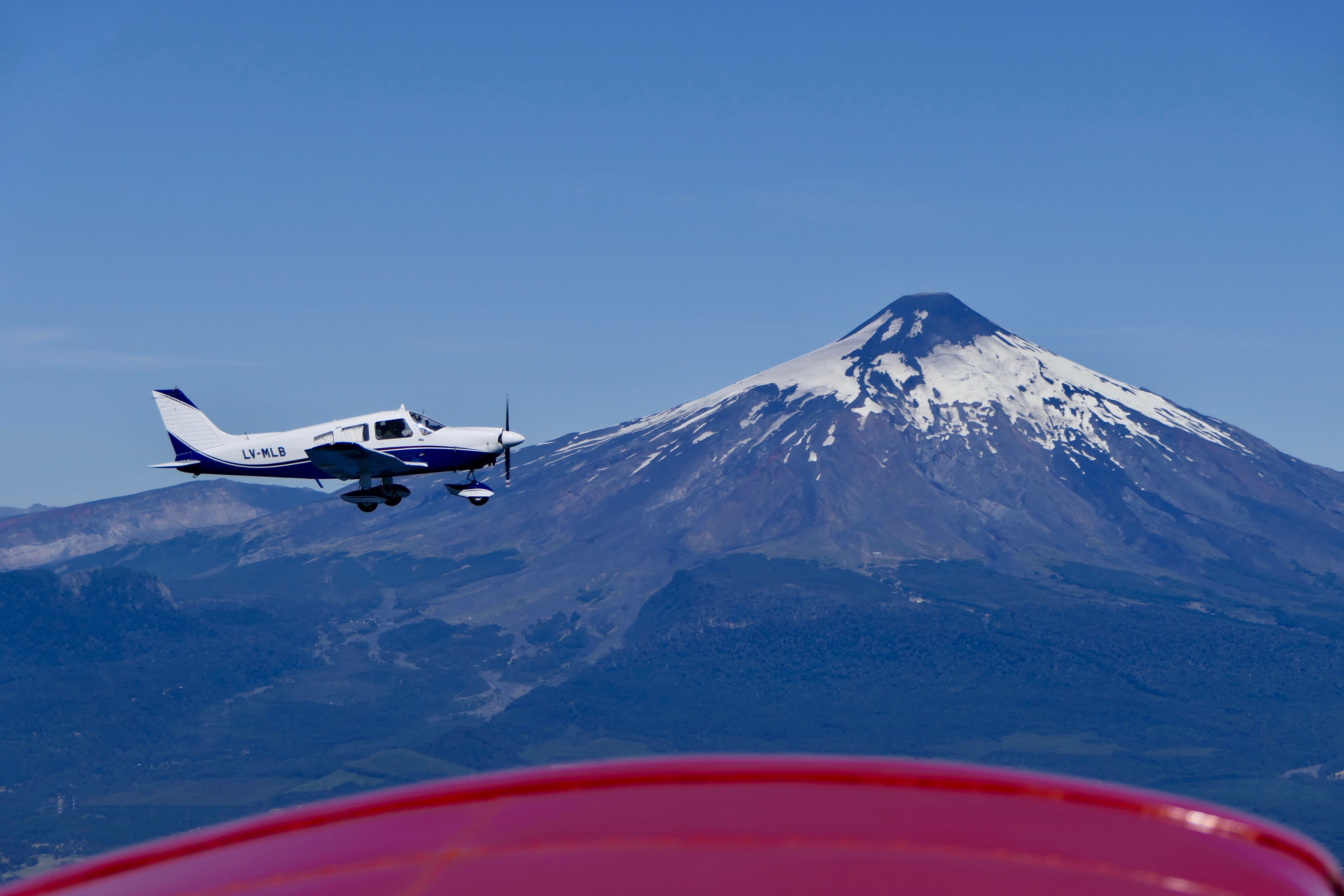
Sobrevolando el volcán Villarrica (Chile)

El desarrollo de la red sudamericana se debe principalmente a Marcel Bouilloux-Lafont, banquero e inversor en Brasil, que compró la línea postal Toulouse-Saint-Louis de Senegal y le dio el nombre de  Compañía General Aeropostal (más conocido con el nombre de Aéropostale). El Raid Latécoère-Aéropostale conmemora la historia de esta parte de la línea organizando cuatro rutas cada año.
- el Raid llamado "Chile" en febrero, entre Buenos Aires y Santiago

- el llamado Raid “Patagonia” en abril, entre Buenos Aires y Ushuaia
- el llamado Raid “Brasil” en julio, entre Buenos Aires y Natal
- el Raid llamado "Altiplano" en octubre, entre Buenos Aires y el Altiplano

## Proyectos solidarios y culturales
El Raid Latécoère-Aéropostale quiere mantener la motivación humanista de los pioneros de la aeronáutica bajo el lema: "la aviación para unir los hombres". A lo largo de esta línea se desarrollan proyectos solidarios y culturales.

### Historia de la línea

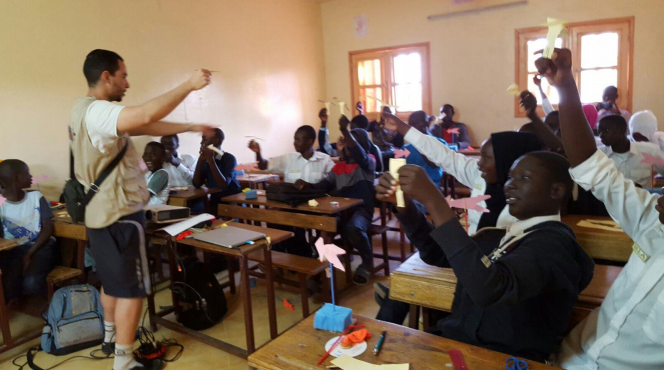
Curso de introducción a la aeronáutica en Saint-Louis

- Diploma y Certificado Latécoère: en las escalas de la Línea se organizan cursos para que los jóvenes descubran el entorno y las profesiones aeronáuticas.[20][21]
- Placas conmemorativas y " los bancos de la libertad" : colocación de símbolos en ciudades a lo largo de la ruta que materializan el rol de la escritura en el acercamiento de las culturas.[22]

- Exposiciones: creación de una exposición itinerante "La Línea, herencia de la audacia", inaugurada en Toulouse en el museo Envol des pionniers.[23]

### La Paz de los libros
La asociación busca extender la acción de los pioneros, utilizando la palabra escrita para acercar las culturas de los países atravesados por la Línea.
- Mensajes de paz de autores, escritores, personalidades, inspirados en esta frase de Correo del Sur, "la única verdad es quizás la paz de los libros", sobre su visión de la cultura, la paz y lo que representa hoy la aventura Latécoère-Aéropostale,dirigidos  para los jóvenes de la Línea y transportados por los aviones participantes en el raid. El propio presidente Macron dejó un mensaje.[8]
- "La aviación para unir a la juventud": un  concurso de escritura para la juventud, coorganizado con la Fundación Antoine de Saint-Exupéry para la Juventud (FASEJ), el Laboratorio de cuentos y ediciones Gallimard y patrocinado por el cantante Calogero.[24][25] En ciertas escalas, los niños vienen a dejar sus cartas o dibujos que son transportados por los aviones de asalto a otro estudiante de las escuelas ubicadas en la Línea.[16][26]
- Leo el Aviador: publicación y distribución de la historieta de Léo l'Aviateur a los niños de los países atravesados por el Raid.[5][27]

### Llévame a volar!

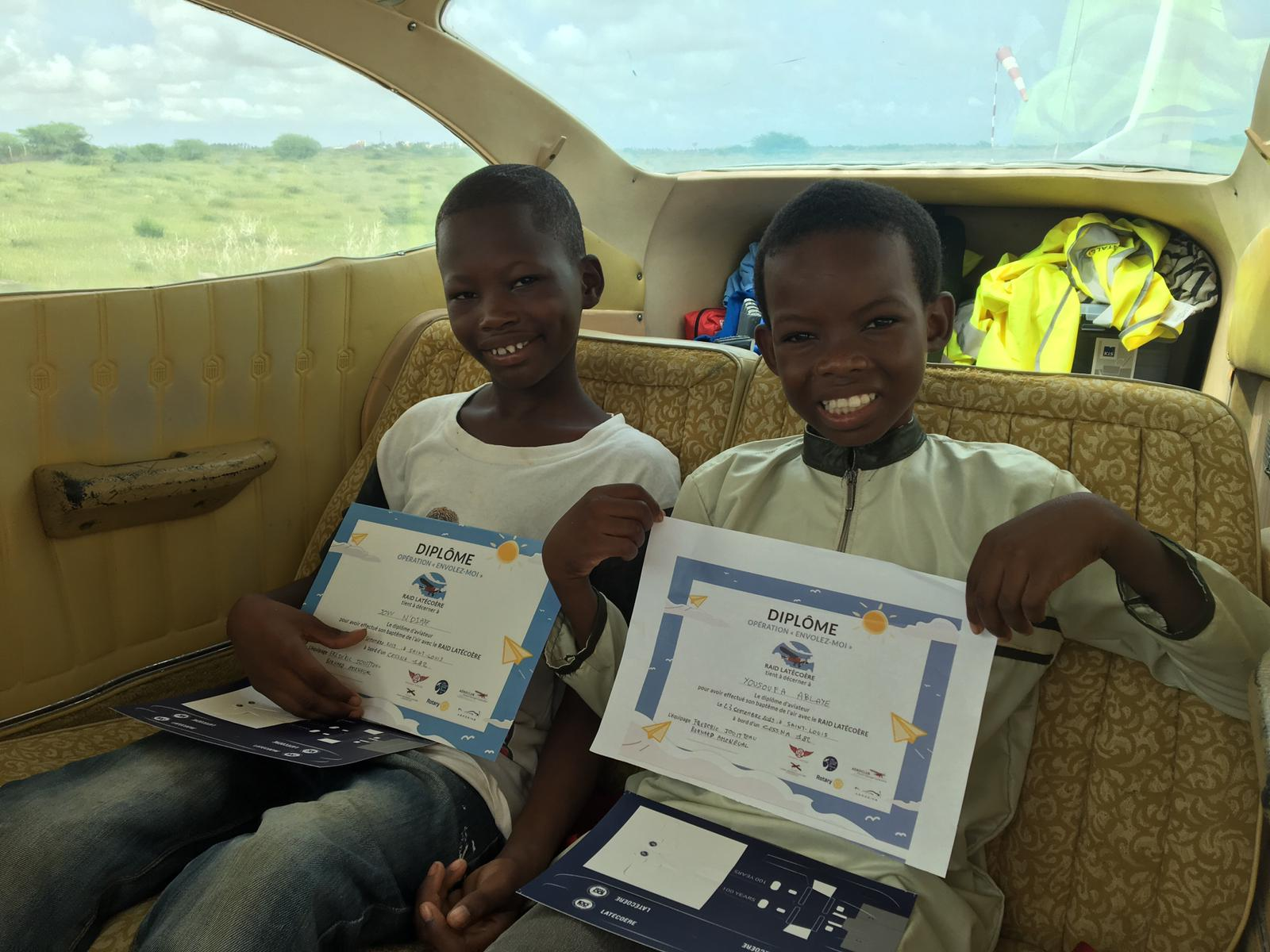
Primeros vuelos en Saint-Louis

- Vuelos de bautismo  para niños: una recompensa por la labor educativa con los profesores de las escuelas ubicadas en la línea.[28][29][30]

- Construcción / reparación de escuelas: Construcción y reparación de edificios escolares. Creación y ordenación de bibliotecas.[31][32][33]

### Cuida tu planeta
- Lucha contra el calentamiento global:compensación  de  las emisiones de carbono financiando una asociación para la replantación de árboles.[12]

- Promoción de tecnologías y aviones del futuro: acogida de aviones innovadores en algunos de sus escenarios (por ejemplo, el avión híbrido de Eraole[34]), conferencias sobre energías renovables (conferencias SolarStratos en Perpiñán,[26] Marrakech y Saint-Louis[35]).
- Instalaciones de paneles solares: equipos de paneles solares para la escuela Sidi N’Diaye en Saint-Louis, Senegal.[36]